# Banksia ornata

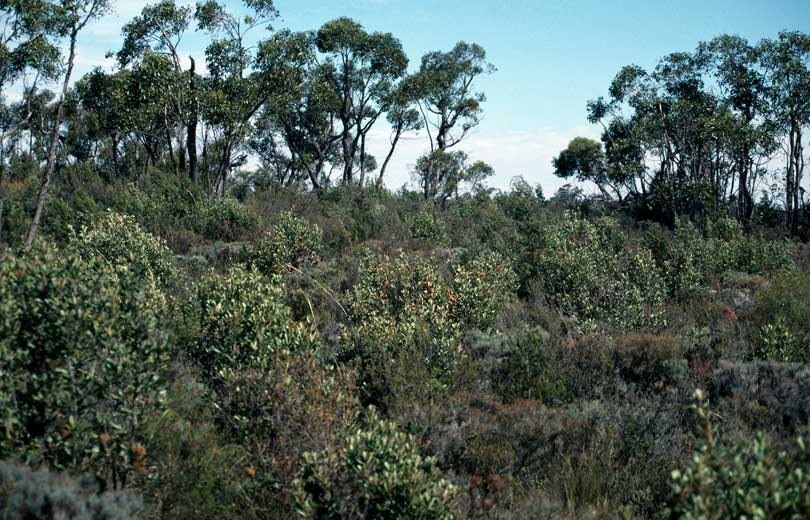
Habitat no en.

Banksia ornata é uma espécie de arbusto endêmica do sudeste da Austrália continental. O povo Ngarrindjeri [en], da região do Baixo Rio Murray, na Austrália do Sul, a chama de yelakut. Possui casca fina, folhas serrilhadas e estreitas em forma de ovo com a extremidade inferior voltada para a base, flores de cor creme dispostas em uma espiga cilíndrica e, posteriormente, até cinquenta folículos por espiga, cercados pelos restos das flores.

## Descrição
A Banksia ornata é um arbusto que geralmente alcança cerca de 3 metros de altura, mas não forma um lignotúber. Sua casca é fina e cinzenta, com caules inicialmente peludos que, com o tempo, tornam-se lisos. As folhas têm formato de ovo estreito, com a parte mais fina próxima à base, ou em cunha, medindo entre 30 a 100 milímetros de comprimento e entre 4 a 25 milímetros de largura, sustentadas por um pecíolo de 5 a 10 milímetros. As flores, de cor creme, são organizadas em uma espiga amplamente cilíndrica, com 50 a 110 milímetros de comprimento e 70 a 80 milímetros de largura quando se abrem. Na base da espiga, há brácteas involucrais peludas que caem antes da abertura das flores. O perianto mede de 30 a 35 milímetros de comprimento, enquanto o pistilo tem entre 35 a 38 milímetros e é ligeiramente curvado. A floração ocorre na maioria dos meses, com predominância no inverno e na primavera, e cada espiga pode conter até cinquenta folículos elípticos, de 15 a 20 milímetros de comprimento e 10 a 15 milímetros de largura, envoltos pelos restos das flores antigas.

## Taxonomia e nomeação
A Banksia ornata foi descrita formalmente em 1854 por Carl Meissner, a partir de uma descrição não publicada de Ferdinand von Mueller. A descrição foi publicada na revista Linnaea: ein Journal für die Botanik in ihrem ganzen Umfange, oder Beiträge zur Pflanzenkunde. O epíteto específico (ornata) vem do latim ornatus, que significa "decorada", em referência às flores e folhas.

## Distribuição e habitat
A Banksia ornata é comum no oeste de Victoria e na Austrália Meridional. Na Austrália Meridional, ocorre no sudeste do estado, ao sul de Nuriootpa, incluindo a parte inferior da Península de Eyre, a Ilha dos Cangurus e a leste de Adelaide. Em Victoria, está restrita ao extremo oeste, principalmente entre Murrayville [en] e o Parque Nacional de Grampians [en]. Ela prefere crescer em ambientes de mallee e charnecas, em solos arenosos e bem drenados.

## Ecologia
Aves nectarívoras são atraídas por esse arbusto. Entre as espécies observadas se alimentando de suas flores estão o papa-mel-de-barbela-vermelha (Anthochaera carunculata), o papa-mel-de-cabeça-castanha (Melithreptus brevirostris), o  papa-mel-de-nuca-branca-oriental (Melithreptus lunatus) e o olho-branco-de-dorso-cinzento (Zosterops lateralis).